# Dave Mackintosh
 (février 2017).
Si vous disposez d'ouvrages ou d'articles de référence ou si vous connaissez des sites web de qualité traitant du thème abordé ici, merci de compléter l'article en donnant les références utiles à sa vérifiabilité et en les liant à la section « Notes et références ».
Dave Mackintosh (né le 15 septembre 1970 ou 1977 à Glasgow) est l'ancien batteur de DragonForce et ancien batteur de Bal-Sagoth. 

## Biographie
Il utilise une batterie Tama Starclassic.